# Ann Strother
Ann Elise Strother (* 11. Dezember 1983 in Castle Rock, Colorado, Vereinigte Staaten) ist eine professionelle Basketball-Spielerin. Zurzeit spielt sie für die Atlanta Dream in der Women’s National Basketball Association.

## Karriere

### College
Strother spielte bis 2006 für das Damen-Basketballteam der University of Connecticut. Insgesamt absolvierte sie 143 Spiele für die Huskies, dabei erzielte sie durchschnittlich 12,9 Punkte pro Spiel.

### Women’s National Basketball Association
Ann Strother wurde im WNBA Draft 2006 von den Houston Comets an der 15. Stelle ausgewählt. Strother war aber nicht lange eine Spielerin der Comets, den kurz nach dem Draft wurde sie zu den Phoenix Mercury für Liz Shimek und Mistie Williams transferiert. Jedoch versäumte Strother in der Saison 2006 einige Spiele wegen einer Verletzung. Des Weiteren bekam sie, wenn sie spielte nur wenig Spielzeit, da die Mercury viele hochwertige Guards im Team hatten. Dies führte dann auch dazu, dass sie zu den Indiana Fever für Olympia Scott transferiert wurde.
In der Saison 2008 traten die Atlanta Dream der WNBA bei und im Expansion Draft entschied sich Atlanta unter anderem für Strother, die somit seit der Saison 2008 für die Atlanta Dream spielt.